# Paepalanthus cardonae
Paepalanthus cardonae är en gräsväxtart som beskrevs av Harold Norman Moldenke. Paepalanthus cardonae ingår i släktet Paepalanthus och familjen Eriocaulaceae. Inga underarter finns listade i Catalogue of Life.